# 瓜破本線料金所
瓜破本線料金所（うりわりほんせんりょうきんじょ）は、大阪府大阪市平野区にある阪神高速道路14号松原線の本線料金所。
2020年3月29日、6号大和川線全通に伴い、「大和川本線料金所」（やまとがわほんせんりょうきんじょ）から変更となった。

## 料金所施設

### 環状線方面
- ブース数：5
  - ETC専用：3（時間帯によっては2）
  - 一般：2

## 歴史
- 1980年（昭和55年）3月1日：阿倍野 - 松原間の開通と同時に供用開始。
- 2003年（平成15年）10月29日：料金所拡幅工事で一番左のレーンを改良し、5車線横並びの配置から手前に4車線・奥に2車線の配置とすることで、6車線の料金所となる[2]。
- 2008年（平成20年）4月1日：料金所拡幅工事前の配置に戻され、5車線の料金所となる[3]。
- 2020年（令和2年）3月29日：大和川本線料金所から瓜破本線料金所に名称変更[1]。

## 隣
阪神高速14号松原線
(14-06) 喜連瓜破出入口 - 瓜破本線料金所 - (14-07) 三宅出入口